# Sessão plenária

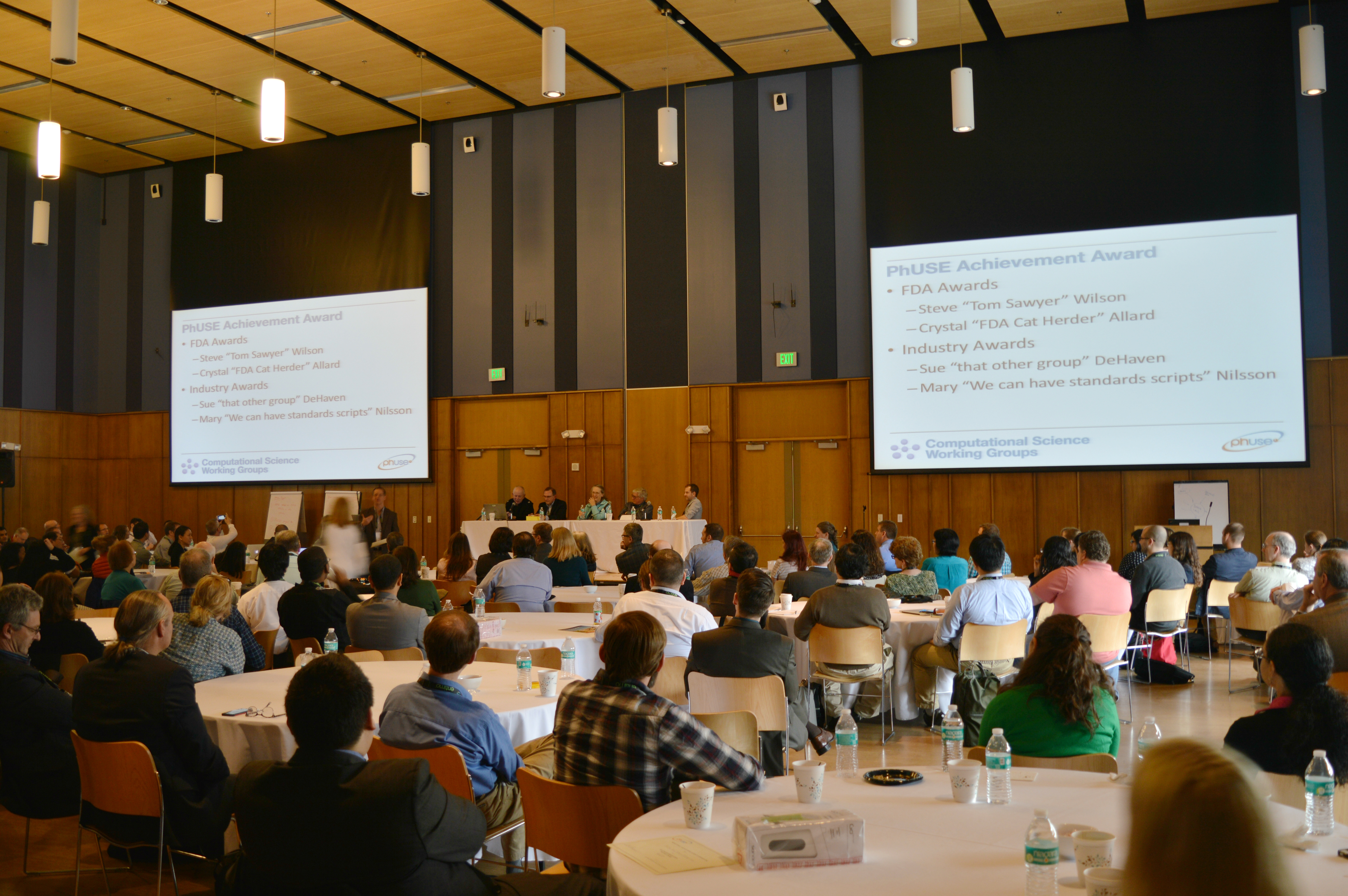
Todos os membros de uma conferência são esperados para assistir às sessões plenárias.

Uma sessão plenária é uma sessão de uma conferência ou assembleia deliberativa na qual todas as partes ou membros estão presentes. Tal sessão pode incluir uma ampla gama de conteúdos, desde palestras principais até discussões em painéis, e não necessariamente está relacionada a um estilo específico de apresentação ou deliberação.
O termo vem da palavra latina 'plenus', que significa 'reunido', e passou a ser usado em contextos acadêmicos, como conferências, imediatamente antes ou depois de se dividir em grupos menores. Este pode ser um momento para resumir informações e pode incentivar a participação em classe ou o networking.
Uma "sessão" plenária pode referir-se a reuniões legislativas, como as realizadas pelo Parlamento Europeu. Nessas sessões, se não estiver completamente frequentada pelos membros, deve pelo menos alcançar um quórum. Da mesma forma, na Assembleia Geral das Nações Unidas, uma Reunião Plenária requer um número mínimo de membros para continuar seus procedimentos; e o mesmo pode se aplicar a outros grupos, dependendo de seu estatuto ou regimento interno.
Algumas organizações possuem comitês permanentes que conduzem os negócios da organização entre congressos, conferências ou outras reuniões. Tais comitês podem, eles próprios, ter requisitos de quórum e sessões plenárias. Assim, os Comitês Permanentes da Assembleia da Irlanda do Norte devem ter um quórum de cinco membros para que o comitê possa prosseguir.